# Leslie Dunkwu
Leslie Dunkwu (21 maart 2000) is een Nederlands voetballer van Nigeriaanse afkomst die als verdediger voor KVK Beringen speelt.

## Carrière
Leslie Dunkwu speelde in de jeugd van VV Eijsden, MVV Maastricht, weer VV Eijsden en Roda JC Kerkrade. Hij debuteerde in het eerste elftal van Roda JC op 23 oktober 2020, in de met 3-0 verloren uitwedstrijd tegen SC Cambuur. Hij kwam in de 85e minuut in het veld voor Jordy Croux. Enkele dagen later viel hij in in de met 0-2 verloren bekerwedstrijd tegen Fortuna Sittard. Hierna kwam hij niet meer in actie voor Roda, waar hij in 2021 vertrok. Sinds 2022 speelt hij voor KVK Beringen.

### Statistieken
| Seizoen                       | Club             | Land           | Competitie     | Competitie | Competitie | Beker | Beker | Totaal | Totaal |
| Seizoen                       | Club             | Land           | Competitie     | Wed.       | Dlp.       | Wed.  | Dlp.  | Wed.   | Dlp.   |
| ----------------------------- | ---------------- | -------------- | -------------- | ---------- | ---------- | ----- | ----- | ------ | ------ |
| 2020/21                       | Roda JC Kerkrade | Nederland      | Eerste divisie | 1          | 0          | 1     | 0     | 2      | 0      |
| Carrièretotaal                | Carrièretotaal   | Carrièretotaal | Carrièretotaal | 1          | 0          | 1     | 0     | 2      | 0      |
| Bijgewerkt op 28 januari 2024 |                  |                |                |            |            |       |       |        |        |